# Alessio Miggiano
Alessio Miggiano (30 marzo 2002) è uno sciatore alpino svizzero.

## Biografia
Specialista delle prove veloci originario di Bubikon e attivo dal novembre del 2018, Alessio Miggiano ha esordito in Coppa Europa il 12 dicembre 2019 a Zinal in supergigante (64º) e in Coppa del Mondo il 21 dicembre 2024 in Val Gardena in discesa libera (46º); il 16 gennaio 2025 ha conquistato a Pass Thurn nella medesima specialità la prima vittoria, nonché primo podio, in Coppa Europa. Non ha preso parte a rassegne olimpiche o iridate.

## Palmarès

### Coppa Europa
- Miglior piazzamento in classifica generale: 5º nel 2025
- 1 podio:
  - 1 vittoria

#### Coppa Europa - vittorie
| Data            | Località  | Paese   | Specialità |
| --------------- | --------- | ------- | ---------- |
| 16 gennaio 2025 | Pass Thun | Austria | DH         |

Legenda:

DH = discesa libera